# Избори у Албанији
Редовни избори у Албанији су прописани Уставом и законима које доноси Парламент. Скупштина ( Кувенди ) има 140 посланика који се бирају на четворогодишњи мандат. Изборни систем је пропорционална заступљеност отворених листа. Постоји 12 вишечланих изборних јединица које одговарају 12 административних региона земље. Унутар било које изборне јединице, странке морају достићи цензус од 3 одсто гласова, а предизборне коалиције морају достићи цензус од 5 одсто гласова.
Овај изборни систем заменио је мешовити систем у новембру 2008. По старом систему, 100 чланова бирано је директно у једночланим изборним јединицама са приближно једнаким бројем бирача. 40 је изабрано са вишеименских листа партија или партијских коалиција према рангу. Укупан број посланика странке или партијске коалиције требало је да буде у највећој могућој мери сразмеран важећим гласовима које је та странка или коалиција освојила на националном нивоу у првом кругу избора. Странке које су добиле мање од 2,5% и коалиције које су добиле мање од 4% важећих гласова на националној скали у првом кругу избора нису имале користи од дотичне вишеименске листе.
Промену су критиковале мање странке, али су је подржале две главне странке. То се сматрало важним кораком ка европским интеграцијама Албаније. Остале промене укључивале су ограничавање мандата генералног тужиоца на пет година, принудну расписивање ванредних избора у случају изгласавања неповерења и смањење већине потребне за избор председника са три петине на половину посланика.
Председника бира парламент.
Албанија има вишестраначки систем, са две или три јаке странке и неколико других партија које су изборно успешне.

## Историја
Дана 31. марта 1991. одржани су први плуралистички избори у земљи.  Избори су спроведени по чистом већинском систему у 250 изборних јединица.  У гласању је учествовало 98,2% бирача. Странке које су учествовале пријавиле су укупно 1.074 кандидата, док је 17 кандидата било независно. Коначни изборни резултати прогласили су победником Лабуристи са 56,17 одсто гласова. Демократска странка освојила је 38,71 одсто гласова, Републиканска партија 1,77 одсто, Организација Омонија 0,73 одсто, Земљорадничка странка 0,07 одсто и Одбор ветерана 0,28 одсто. Са парламентом од 250 посланика, резултати су преведени на 169 посланика Лабуристичке партије, Демократске странке 75 посланика, Омоније 5 посланика и Одбора ветерана 1 посланика. Демократска партија је остварила високе резултате и добила већи број посланика у односу на Лабуристичку партију у главним градовима као што су: Драч (13 посланика од укупно 19), Скадар (16 од укупно 19), Тирана (19 од укупно 19 посланика). од 29). Док је у Круји и Влори број посланика две главне странке био једнак. Ово се сматрало великом победом ДП-а с обзиром да је комунистичка партија која је владала земљом око 50 година и даље имала снажну контролу над становништвом, посебно у руралним подручјима и још увијек сумњајући да ће диктатура пасти.
Албански парламент је 8. маја 2000. усвојио Изборни закон само гласовима социјалиста, који су имали огромну већину у скупштини која је настала на изборима 1997. године. Демократска странка је у потпуности одбацила Изборни закон због састава Централне изборне комисије од 6 чланова. Бојкотовали су његово одобрење у парламенту иако је присуствовао већини округлих столова организованих за дебату о Изборном закону. Према новом Изборном законику, гласање у Албанији би се заснивало на мешовитом, већинско-пропорционалном изборном систему. Одакле би се 100 посланика, у парламенту од 140 посланика, бирало већином гласова из једночланих изборних јединица, док су 40 места попуњавале националне вишечлане листе политичких партија како би се постигао пропорционални приступ између национално добијених гласова и посланика који су представљали политичку странку у скупштини. Да би добиле пропорционални мандат, политичке странке су морале да пређу изборни цензус од 2,5 одсто, док су коалиције морале да пређу цензус од 4 одсто.